# カルロ・フェリーチェ・チラーリオ
カルロ・フェリーチェ・チラーリオ（Carlo Felice Cillario, 1915年2月7日 - 2007年12月13日は、アルゼンチン出身の指揮者。

## 人物・来歴
メンドーサ州サン・ラファエルのイタリア人の両親の家に生まれた。８歳の時に家族でイタリアのボローニャに移住し、ボローニャ音楽院でヴァイオリンを学んだ。ヴァイオリニストとしての将来を嘱望されたが、19歳の時にサッカーに興じていた時に手首を損傷して指揮法を学ぶようになった。1942年にオデッサの歌劇場でジョアキーノ・ロッシーニの《セビリアの理髪師》の公演を指揮して指揮者デビューを飾った。1943年にブカレスト・フィルハーモニー管弦楽団を指揮し、一時的にアルゼンチンに帰国したが、1946年にイタリアに戻ってボローニャ室内管弦楽団を創設。1959年から1964年まで、ミラノ・アンジェリクム協会の音楽監督を務めた。以後、イタリアを中心に欧米各地の歌劇場に客演を繰り返した。2003年に引退。
ボローニャにて没。

## 註
1. ↑  telegraph.co.uk

| スタブアイコン | サブスタブ | この項目は、まだ閲覧者の調べものの参照としては役立たない、人物に関連した書きかけの項目です。この項目を加筆・訂正などしてくださる協力者を求めています（P:人物伝/PJ:人物伝）。 |